# Cholmondeley
För andra betydelser, se Cholmondeley (olika betydelser).
Cholmondeley är en civil parish i Cheshire East, Storbritannien.   Den ligger i grevskapet Cheshire och riksdelen England, i den södra delen av landet, 240 km nordväst om huvudstaden London. Antalet invånare är 136.